# Тродена-нель-парко-натурале
Тродена-нель-парко-натурале (італ. Trodena nel parco naturale) — муніципалітет в Італії, у регіоні Трентіно-Альто-Адідже,  провінція Больцано.
Тродена-нель-парко-натурале розташована на відстані близько 500 км на північ від Рима, 34 км на північний схід від Тренто, 21 км на південь від Больцано.
Населення — 1045 осіб (2014).

## Демографія
Населення за роками:

Станом на 1 січня 2023 року в муніципалітеті офіційно проживало 76 іноземців з 18 країн, серед них 17 громадян країн Євросоюзу та 3 громадяни України.

## Сусідні муніципалітети
- Альдіно
- Антериво
- Капріана
- Карано
- Монтанья